# N’dakro
N’dakro est une localité du nord-est de la Côte d'Ivoire et appartenant au département de Tanda, district du Zanzan, région du Gontougo. La localité de N’dakro est un chef-lieu de commune.